# Medalla por el Coraje en un Incendio
La Medalla por el Coraje en un Incendio (en ruso: Медаль «За отвагу на пожаре») es una condecoración civil de la Unión Soviética otorgada a ciudadanos de cualquier nacionalidad por su valentía e ingenio en la lucha contra los incendios. Establecida el 31 de octubre de 1957 por decreto del Presídium del Sóviet Supremo de la URSS. El estatuto de la medalla fue enmendado el 18 de julio de 1980 por decreto del Presídium del Sóviet Supremo de la URSS N.º 2523-X. La medalla dejó de otorgarse tras la disolución de la Unión Soviética en diciembre de 1991.

## Historia
El 31 de octubre de 1957, por Decreto del Presídium del Sóviet Supremo de la URSS, se estableció la Medalla por el Coraje en un Incendio para premiar a los bomberos, miembros de cuerpos de bomberos voluntarios, personal militar y otros ciudadanos que se hubieran distinguido en la extinción de incendios, salvando personas, bienes socialistas y bienes de los ciudadanos del fuego. Por Decreto del Presídium del Consejo Supremo de la Federación de Rusia del 2 de marzo de 1992 N.º 2424-1, hasta la adopción de la ley sobre premios estatales, algunas insignias que existían en la URSS se mantuvieron en el nuevo sistema de premios de Rusia, incluida la Medalla por el Coraje en un Incendio.
El 25 de diciembre de 1991, de acuerdo con la ley aprobada por el Consejo Supremo de la República, la RSFS de Rusia pasó a llamarse Federación de Rusia. El 26 de diciembre de 1991, la URSS dejó de existir y Rusia se separó de ella como estado independiente. El 21 de abril de 1992, el Congreso de Diputados del Pueblo de Rusia aprobó el cambio de nombre, haciendo las enmiendas correspondientes a la Constitución de la RSFS de Rusia, que entró en vigor el 16 de mayo de 1992 desde el momento de su publicación. Por Decreto del Presídium del Consejo Supremo de la Federación de Rusia del 2 de marzo de 1992 N.º 2424-1, hasta la adopción de la ley sobre premios estatales, algunas insignias que existían en la URSS se mantuvieron en el nuevo sistema de premios de Rusia, incluida la Medalla por el Coraje en un Incendio.
El nuevo sistema de premios, aprobado por Decreto del Presidente de la Federación de Rusia del 2 de marzo de 1994 N.º 442 «Sobre los premios estatales de la Federación de Rusia», no incluía la Medalla por el Coraje en Incendios, sin embargo se establecieron medallas similares por el Ministerio del Interior de Rusia y el Ministerio de Situaciones de Emergencia de Rusia en 2001 y 2002 respectivamente.
Finalmente, el 15 de septiembre de 2018, mediante el Decreto del Presidente de la Federación de Rusia N.º 519 «Sobre el establecimiento de la Medalla por el Coraje en un Incendio y el establecimiento del título honorífico de Bombero de Honor de la Federación de Rusia», la medalla fue devuelto al sistema de premios de la Federación de Rusia.

## Reglamento
La Medalla por el Coraje en un Incendio se otorgaba a los miembros del servicio de bomberos, miembros de brigadas de bomberos voluntarios, militares y otros ciudadanos, por:
- El coraje, la valentía y la abnegación mostrados durante la extinción de incendios, durante el rescate de personas y la protección de la propiedad socialista o privada del fuego;
- El liderazgo de las unidades de extinción de incendios empleadas en la protección contra incendios, en la extinción de incendios o en operaciones de rescate;
- La valentía, el coraje y la perseverancia mostrados para evitar una explosión o un incendio.

Era otorgada en nombre del Presídium del Sóviet Supremo de la URSS por los presidentes, vicepresidentes y miembros de los Presídiums de los Soviets Supremos de la Unión y de las distintas Repúblicas Autónomas, presidentes, vicepresidentes y miembros de los comités ejecutivos de los Consejos de Diputados del Pueblo regionales, distritales y municipales en el lugar de residencia de la persona condecorada, en el caso de militares, por el comando militar.
Se lleva en el lado izquierdo del pecho y, en presencia de otras órdenes y medallas de la URSS, se coloca inmediatamente después de la Medalla al Servicio Distinguido en la Protección del Orden Público. Si se usa en presencia de órdenes o medallas de la Federación de Rusia, estas últimas tienen prioridad.
Cada medalla venía con un certificado de premio, este certificado se presentaba en forma de un pequeño folleto de cartón de 8 cm por 11 cm con el nombre del premio, los datos del destinatario y un sello oficial y una firma en el interior. Por decreto del 5 de febrero de 1951 del Presídium del Sóviet Supremo de la URSS, se estableció que la medalla y su certificado quedarían en manos de la familia tras la muerte del beneficiario.

## Descripción

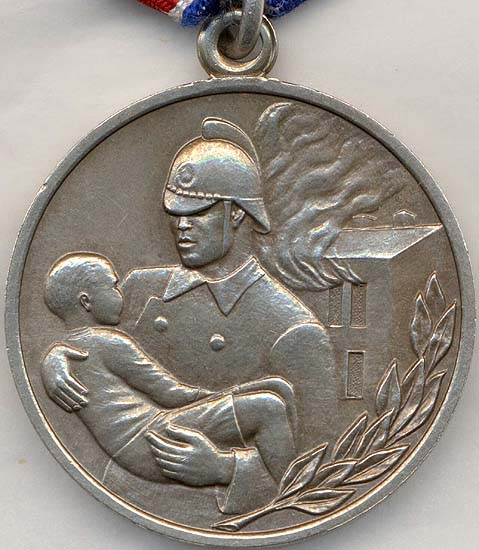
Reverso de la medalla

La medalla fue inicialmente fabricada en plata, pero posteriormente se cambió a alpaca plateada, tiene la forma de un círculo regular con un diámetro de 32 mm con un borde elevado en ambos lados.
En el anverso, en el centro, la imagen en relieve de un hacha y una llave inglesa cruzadas debajo de una estrella de cinco puntas. En la parte inferior, la imagen en relieve de la hoz y el martillo sobre dos ramas cruzadas de laurel y roble, a lo largo de la circunferencia lateral y superior, la inscripción en relieve «POR EL CORAJE EN UN INCENDIO» (en ruso: «ЗА ОТВАГУ НА ПОЖАРЕ»).
En el reverso, al fondo y a la derecha, una casa de dos pisos en llamas, a lo largo de la circunferencia izquierda, una rama de laurel, al frente y a la izquierda, la imagen en relieve de un bombero con casco cargando un niño al que acaba de rescatar.
La medalla está unida por medio de un ojal y un anillo a un bloque pentagonal cubierto con una cinta de crepé de seda muaré de 24 mm de ancho con rayas azul aciano a lo largo de sus bordes, cada 3 mm de ancho, bordeado por rayas blancas de 1 mm de ancho cada una.